# ナラティーハパテ
ナラティーハパテ（1238年4月23日 - 1287年7月1日）は、パガン朝の第11代国王（在位：1256年5月6日 - 1287年7月1日）。正式名称はシュリー・トリブワナ・アーディトラ・パワラ・ダンマラージャ。別名シードゥー、タルクプリ。パガン朝期に寺院に奉納された碑文では正式な名であるナラティーハパテと表記されるが、17世紀末に編纂された年代記『出生票集王統史』には「モンゴルから逃げた王」という意味を持つタヨウピイェーという名で記されている。

## 生涯
1256年に即位してからは、歴代の王にならって寺院の建立に力を注いだという。しかしこのように歴代の王が政治に関心を示さないようになっていたため、パガン朝は次第に衰退を見せ始めるようになっていた。
このような中、元のハーン（皇帝）として即位したクビライから、服属するように要求されたが、タヨウピイェーはこれを断固として拒否した。このため、元軍の侵攻を受けることを余儀なくされた。文弱傾向にあったパガン軍で精強な元軍に対抗できず、1277年にはンガサウジャンの戦いで大敗し、1283年には首都を元軍に占領されて追われる。このため1287年、タヨウピイェーは遂に抵抗を断念し、クビライに降伏した。
しかし、タヨウピイェーは降伏して都に帰還することを許された途上で、自身の息子の手によって殺された。